# Pylesville
Pylesville – jednostka osadnicza w Stanach Zjednoczonych, w stanie Maryland, w hrabstwie Harford.